# Skeleton en los Juegos Olímpicos de Milán-Cortina d'Ampezzo 2026
Las competiciones de skeleton en los Juegos Olímpicos de Milán-Cortina d'Ampezzo 2026 se realizarán en el Centro de Deportes de Deslizamiento de Cortina d'Ampezzo, en febrero de 2026.
En total se disputarán en este deporte dos pruebas diferentes, una masculina y una femenina.